# Камерный хор Московской консерватории
Камерный хор Московской консерватории — камерный хор, созданный по инициативе профессора А. С. Соколова в декабре 1994 года дирижёром Борисом Тевлиным. Деятельность хора ориентирована преимущественно на исполнение сочинений хоровых композиторов XX и XXI веков, а также оперных сочинений эпохи барокко; также репертуарная политика ориентирована на премьеры сочинений современных российских композиторов XXI века.

## История
Коллектив — лауреат «Grand Prix» и обладатель двух золотых медалей Международного конкурса хоров в Рива дель Гарда (Италия, 1998); лауреат I премии и обладатель Золотой медали I Международного конкурса хоров им. Брамса в Вернигероде (Германия, 1999); победитель I Всемирной хоровой Олимпиады в Линце (Австрия, 2000); лауреат «Grand Prix» XXII Международного конкурса православной церковной музыки «Хайнувка» (Польша, 2003).
География гастролей хора: Россия, Австрия, Германия, Италия, Китай, Польша, США, Украина, Франция, Швейцария, Япония.
Участие в фестивалях: «Гидон Кремер в Локенхаузе», «София Губайдулина в Цюрихе», «Fabbrica del canto», «Mittelfest», «VI Всемирный форум хоровой музыки в г. Миннеаполисе», «IX Узедомский музыкальный фестиваль», «Российской культуры в Японии — 2006, 2008, 2012», «2 Biennale d’art vocal», «Музыка П. Чайковского» (Лондон), «Голоса православной России в Италии», «Декабрьские вечера Святослава Рихтера», «Пасхальные фестивали Валерия Гергиева», «Памяти Альфреда Шнитке», «Московская осень», «Родион Щедрин. Автопортрет», «Посвящение Олегу Кагану», «Фестиваль −75 лет Родиону Щедрину», «Большой фестиваль РНО под управлением Михаила Плетнёва», «I Международный фестиваль хоров в Пекине» и др.
Камерный хор принимал участие в концертном исполнении опер: К. Глюка «Орфей и Эвридика», В. А. Моцарта «Дон-Жуан», Дж. Россини «Золушка» (дирижёр Т. Курентзис); Э. Грига «Пер Гюнт» (дирижёр В. Федосеев); С. Рахманинова «Алеко», «Франческа да Римини», Н. Римского-Корсакова «Майская ночь», В. А. Моцарта «Волшебная флейта» (дирижёр М. Плетнёв), Г. Канчели «Стикс» (дирижёры Дж. Кахидзе, В. Гергиев, А. Сладковский, В. Понькин).
С Камерным хором выступали выдающиеся музыканты: Ю. Башмет, В. Гергиев, М. Плетнёв, Г. Рождественский, Ю. Симонов, С. Сондецкис, В. Федосеев, В. Юровский, Э. Грач, Д. Кахидзе, Т. Курентзис, Р. де Лео, А. Рудин, Ю. Франц, Э. Эриксон, Г. Гродберг, Д. Крамер, В. Крайнев, Е. Мечетина, И. Монигетти, Н. Петров, А. Огринчук; певцы — А. Бонитатибус, Э. Гудвин, О. Гурякова, В. Джиоева, М. Давыдов, С. Кермес, Л. Клейкомб, Л. Костюк, С. Лейферкус, П. Чьоффе, И. Кобзон и др.

В 2010 году состоялся фестиваль «В честь 15-летия Камерного хора Московской консерватории».

## Камерный хор сейчас

### Художественный руководитель и главный дирижёр
С августа 2012 года художественный руководитель Камерного хора Московской консерватории ближайший сподвижник профессора Б. Г. Тевлина лауреат международного конкурса, доцент кафедры современного хорового исполнительского искусства МГК Александр Соловьёв.

### Хормейстеры
- Любарский Владимир Константинович (главный хормейстер, руководитель хорового класса)
- Вязников Алексей Владимирович (хормейстер)
- Челмакина Мария Николаевна (помощник художественного руководителя)
- Ясенков Тарас Юрьевич (хормейстер)

### Творческая жизнь коллектива
В 2012 году Камерный хор неоднократно выступал в Большом зале консерватории с различными программами, в их числе «Три русские песни» С. Рахманинова (дирижёр — Г. Рождественский), «Реквием» В. А. Моцарта (дирижёры — В. Юровский, Л. Конторович), «Реквием» Дж. Верди (дирижёр — Г. Дмитряк); в Рахманиновском зале консерватории коллектив представил большую сольную программу, включающую образцы русской хоровой классики, обработки народных песен; принял участие в международном фестивале «Музыкальные миры Ю. Н. Холопова» с программой современной музыки (С. Губайдулина, Э. Денисов, А. Шнитке). Коллектив под управлением А. Соловьёва принял участие в «Фестивале российской культуры в Японии-2012», программе «Голоса православия в Молдове», Фестивале Капеллы имени А. А. Юрлова «Любовь Святая», Международном фестивале «Московская осень», «Молодёжном фестивале хоровой, камерной и симфонической музыки» (Санкт-Петербург), Международном музыкальном фестивале «Родион Щедрин. 80 лет», Всероссийском фестивале «Гармония и мир», I Международном открытом фестивале искусств «Дню Победы посвящается…».
31 января 2013 года Камерный хор под управлением Александра Соловьёва выступил перед участниками совещания у Заместителя Председателя Правительства РФ О. Ю. Голодец по вопросу воссоздания Всероссийского хорового общества.
|  |  |  |

|  |  |  |

## Дискография
Дискография хора включает сочинения П. Чайковского, С. Рахманинова, Д. Шостаковича, А. Шнитке, С. Губайдулиной, Р. Леденёва, Р. Щедрина, К. Пендерецкого, Дж. Тавенера; программы «Русская духовная музыка», «Шедевры зарубежной музыки», «Произведения американских композиторов», «Английская хоровая музыка», «Композиторы Московской консерватории», «Любимые песни Великой Отечественной войны» и др.
В 2008 г. запись Камерного хора под управлением Б. Г. Тевлина русской хоровой оперы Р. Щедрина «Боярыня Морозова» удостоена престижной премии «Echo klassik-2008» в категории «Лучшее оперное исполнение года», номинация «Опера XX—XXI века».

| №/№ | Год выпуска | Изображение | Название альбома | Описание |
| --- | ----------- | ----------- | --- | --- |
| 1   | 1996        | —           | В. Суслин. Три хора на стихи Д. Хармса                                                                                 | Женская группа Камерного хора Московской консерватории |
| 2   | 2000        | —           | Американская музыка | У. Биллингс, Р. Янг, Ч. Айвз, С. Барбер, Р. Томпсон, Д. Боллинг, обработки спиричуэлов |
| 3   | 2001        |             | XX век. Сочинения для хора а капелла                                                                                   | С. Рахманинов, Р. Щедрин, А. Шнитке, Г. Свиридов, Р. Леденев, В. Калинников, А. Шёнберг, К. Нюстедт, Й. Свидер, К. Пендерецкий |
| 4   | 2002        |             | А. Шнитке. Концерт для хора на слова Г. Нарекаци. Три духовных хора                                                    | |
| 5   | 2003        | —           | Юбилейный концерт К. Пендерецкого XXII Международный фестиваль православной церковной музыки «Хайнувка-2003»           | Оркестр Белостокской филармонии, дирижёры М. Налеш-Низьоловский, К. Пендерецкий (Польша) Р. Твардовский, Р. Леденёв, Г. Свиридов, Р. Щедрин, Дж, Тавенер, А. Шнитке, К. Пендерецкий |
| 6   | 2003        |             | С. Рахманинов. Хоровые сочинения «Хоровая школа Бориса Тевлина». 2 CD                                                  | Сергей Рахманинов. Камерный хор |
| 7   | 2004        | —           | Авторский концерт композитора Дж. Тавенера XXIII Международный фестиваль православной церковной музыки «Хайнувка-2004» | |
| 8   | 2004        |             | «Московская осень-2004» XXVI Международный фестиваль современной музыки «Московская осень — 2004»                      | С. Губайдулина, Р. Щедрин, Р. Леденёв, В. Кикта, В. Шебалин, И. Стравинский, С. Рахманинов |
| 9   | 2005        |             | Д. Шостакович. «Десять поэм на стихи революционных поэтов»                                                             | |
| 10  | 2006        |             | Любимые песни | В. Соловьев-Седой, Я. Френкель, К. Листов, Н. Богословский, А. Новиков, М. Блантер, М. Фрадкин, Т. Хренников, К. Молчанов, Н. Минх, И. Дунаевский. Хоровые транскрипции Юрия Потеенко |
| 11  | 2007        |             | Р. Щедрин. «Боярыня Морозова». Русская хоровая опера                                                                   | |
| 12  | 2012        |             | Исполнительское искусство Бориса Тевлина                                                                               | |
| 13  | 2013        |             | КОНЦЕРТ РУССКОЙ МУЗЫКИ В ЯПОНИИ                                                                                        | 1. Д. Бортнянский Концерт № 15 «Приидите воспоим, людие» 2. Вик. Калинников Концерт для хора «Камо пойду от духа Твоего» 3. С. Рахманинов «Тебе поем» из «Литургии Св. Иоанна Златоуста» 4. В. Кикта «Как за церковью, за немецкою», сл. А. Пушкина 5. С. Танеев «Посмотри, какая мгла…», сл. Я. Полонского 6. С. Рахманинов «Вокализ», переложение для хора Ю. Васильева 7. Н. Сидельников «Последний плач гармошки», сл. народные 8. Р. Щедрин «Серенада» 9. А. Шнитке «Отче наш» из цикла «Три духовных хора» 10. П. Чесноков «Блажен муж» 11. обр. А. В. Свешникова «Вниз по матушке, по Волге» 12. обр. А. Ларина «Час, да по часу» 13. обр. А. В. Свешникова «В тёмном лесе» 14. обр. А. Занорина «Вдоль по Питерской…» 15. обр. С. Екимова «На горе-то калина» 16. обр. Ю. Васильева «Степь, да степь кругом» 17. обр. В. Гончарова «Ох, уж ты, Порушка-Параня» 18. Я. Френкель «Журавли», хоровая аранжировка Ю. Потеенко 19. Я. Френкель «Русское поле», сл. И. Гофф 20. М. Блантер «Катюша», сл. М. Исаковского, хоровая аранжировка И. Урюпина 21. М. Кюсс «Амурские волны», сл. К. Васильева и С. Попова 22. Японская песня «Сакура», хоровая аранжировка И. Урюпина Солисты: Людмила Ерюткина (сопрано, 1,6), Мария Челмакина (меццо-сопрано 1,3,12), Михаил Давыдов (баритон, 10,16,21), Даниил Кучма (14), Евгений Шаченко (бас, 1), Тарас Ясенков (тенор, 1,17) Партия фортепиано: Даниил Кучма (19,21) Мастеринг: Руслана Орешникова, Московская государственная консерватория им. П. И. Чайковского, 2013 Оформление: Майя Кобаяши (Ямагути) |